# 舊庄 (大埤鄉)
舊庄，是台灣雲林縣大埤鄉的一個傳統地域名稱，位於該鄉西南部。相較於今日行政區，其範圍大致包括怡然村不含東南部凸出部分、北鎮村、興安村、西鎮村。

## 歷史
台灣清治末期至日治初期，舊庄地區為一街庄，稱為「舊庄」，隸屬於打貓北堡。該庄西北與鹿寮庄為鄰，東北與佃仔林庄、大埤頭庄為鄰，東北邊為游厝庄，西南邊為柴林腳庄、內寮庄。
1901年（日治明治三十四年）11月，全台廢縣廳改設二十廳，該庄隸屬於斗六廳。1903年（明治三十六年）6月，該庄編入「大埤頭區」，隸屬於斗六廳。1909年（明治四十二年）10月，合併二十廳為十二廳，大埤頭區改隸屬於嘉義廳。1920年（大正九年），全台地方制度大改正，廢十二廳改設五州二廳，該庄改制為「舊庄」大字，隸屬於臺南州斗六郡大埤庄。
戰後大埤庄改制為大埤鄉，隸屬於臺南縣，大字亦改制為村。1950年10月，雲、嘉、南分治，大埤鄉改隸屬雲林縣。

## 聚落
本地區發展較早的聚落有後礕店（後壁店）、橋頭、舊庄、大竹惟（竹圍）、后庄、鎮平、三塊厝、西勢潭等，在日治期初期的官方地圖上已有記載。

## 交通
縣道145甲線是土庫至新港的道路，大致以東北微北—西南微南轉東向西再轉北北東—南南西走向再轉北向南蜿蜒經過舊庄地區西部邊界外不遠處。由該道路向東北微北可前往過港與糞箕湖交界地帶、過港與新興交界地帶、土庫市區並止於鄉道雲173線起點路口暨鄉道雲100線終點路口（土庫圓環）；向南可前往內寮中部、崙仔、埤子頭與古民交界地帶並止於縣道157號路口。
縣道157號是斗南至嘉義縣布袋鎮過溝的道路，大致以東北—西南走向轉北向南再轉東北微北—西南微南走向經過舊庄地區東部邊界外不遠處。由該道路向東北可前往大埤頭、蘆竹巷西北端、茄苳腳並止於其東部邊界北側的省道台1線路口（斗南市區南郊）；向西南微南可前往溪口、新港、六腳、朴子、東石東南部、布袋北部的過溝等地。
鄉道雲86線是卓運至大東的道路，大致以西向東由本地區北部凸出部分西側邊界過虎尾溪橋入境後，轉北北東經髮夾彎轉南南西跨越堤防後轉東再轉東北東由本地區北部凸出部分東側邊界出境。由該道路向西可前往鹿寮、糞箕湖與客子厝交界地帶並止於縣道145號路口（卓運厝聚落西北郊）；向東北東可前往田子林西部、埔羗崙、大東並止於鄉道雲85線路口。
鄉道雲173線是土庫至牛埔寮的道路，大致以西北微西—東南微東走向由本地區北部邊界東側入境後，繞大彎轉東微東，經鄉道雲178線起點路口後續行，其後轉南南東，經鄉道雲174線路口、鄉道雲177線起點路口後於本地區東北邊界北側出境。由該道路向西北微西轉北北西可前往田子林西部、過港中西部、土庫市區並止於縣道145甲線起點路口暨鄉道雲100線終點路口（土庫圓環）；向南南東可前往大埤與游厝交界地帶並止於縣道157號路口（牛埔寮聚落北郊）。
鄉道雲174線是西鎮（西勢潭）至蘆竹角的道路，其西側端點（起點）位於本地區南部偏西西勢潭聚落中央偏西南的鄉道雲177線路口。由北向北北西轉北北東出聚落蜿蜒而行，經鎮平聚落後轉東北，至後庄聚落轉東南東再轉東北再轉東微北，經大竹帷聚落轉南南東，至橋頭（怡然）聚落轉東北東，經鄉道雲173線路口後轉東北，其後繞大彎轉東出境，續繞大彎轉東南再轉東北東可前往大埤、大埤與蘆竹巷交界地帶、蘆竹巷西部的蘆竹角聚落並止於鄉道雲180線路口。
鄉道雲176線＋嘉176線即為昔日的跨縣鄉道雲嘉176線，是三塊厝（興安）至游厝的道路，其西北側端點（起點）位於本地區南部偏東三塊厝聚落中央偏西南的鄉道雲177線轉角路口。由此向南南東繞彎道轉東南東，至雲林、嘉義縣界的興安大排北岸，沿岸而行並轉東北東，其後轉南南東止於橋上的縣界。續行過橋轉東南即接嘉義縣鄉道嘉176線前往游厝並止於縣道157號路口。
鄉道雲177線＋嘉177線即為昔日的跨縣鄉道雲嘉177線，是舊庄至米粉宮的道路，其北側端點（起點）位於本地區東部略偏北橋頭聚落的鄉道雲173線路口。由此向西南西轉南微東，至路底的雲林、嘉義縣界轉西南西再轉西南沿邊界而行，其後因邊界線轉南而入境蜿蜒而行，至三塊厝聚落轉西南西再轉南南東，經鄉道雲176線起點路口轉西南西蜿蜒而行，至西勢潭聚落轉南微東再轉西南再轉西北西再轉西南，經鄉道雲174線終點路口轉南再轉東南，出聚落後續行並止於雲林、嘉義縣界的興安大排橋上。續行過橋即接嘉義縣鄉道嘉177線前往游厝地區南部的米粉宮聚落並止於縣道157號路口。
鄉道雲178線是大竹圍至箔雁岸的道路，其西北側端點（起點）位於本地區北部近邊界地帶東側的鄉道雲173線路口。由此向東轉東北至本地區北部邊界延潭大排南岸，轉東微北沿該大排南岸而行，其後轉東離開大排並出境，可前往大埤、盧竹巷地區的箔雁岸聚落並止於鄉道雲180線路口。

## 學校
- 舊庄國小